# Turnix hottentottus
Turnix hottentottus е вид птица от семейство Трипръсткови (Turnicidae).

## Разпространение
Видът е разпространен в Южна Африка.